# Ichihara
Pour les articles homonymes, voir Ichihara (homonymie).
Ichihara (市原市, Ichihara-shi) est une ville de la préfecture de Chiba, au Japon.

## Géographie

Situation d'Ichihara dans la préfecture de Chiba.

### Localisation
Ichihara est située à l'ouest de la péninsule de Bōsō.

### Démographie
En décembre 2020, la population d'Ichihara était de 274 117 habitants, répartis sur une superficie de 368,17 km2.

## Histoire
Le territoire de l'actuelle ville d'Ichihara correspond en grande partie aux anciens domaines de Goi et de Tsurumaki. La ville moderne a été fondée le 1er mai 1963.
Ichihara a été touchée par le séisme de 2011 de la côte Pacifique du Tōhoku, causant notamment des incendies dans les raffineries de la Cosmo Oil Company.

## Transports
Ichihara est desservie par la ligne Uchibō de la JR East, la ligne Chihara de la Keisei et la ligne Kominato de la Kominato Railway. La gare de Goi est la principale gare de la ville.

## Jumelage
- Mobile (États-Unis) depuis 1993